# Reggenza di Halmahera Orientale
La reggenza di Halmahera Orientale (in indonesiano: Kabupaten Halmahera Timur) è una reggenza dell'Indonesia, situata nella provincia di Maluku Settentrionale.